# Virginia Beach United Football Club
O Virginia Beach United FC é um clube americano de futebol que disputa a USL League Two, que começou a jogar em 2019. 

## História
A equipe é um esforço conjunto entre duas equipes juvenis locais Beach FC e Virginia Rush. Eles são propriedade da Rush Sports, que também apóia três outros times do USL2 - Cedar Stars Rush, Colorado Rush SC e Daytona Rush SC.